# Pseudapis equestris
Pseudapis equestris är en biart som först beskrevs av Carl Eduard Adolph Gerstäcker 1872.  Pseudapis equestris ingår i släktet Pseudapis och familjen vägbin. Inga underarter finns listade i Catalogue of Life.